# 揚斯克羅辛 (紐約州)
揚斯克羅辛（英語：Youngs Crossing）是位於美國紐約州赫基默縣的非建制地區。

## 地理
揚斯克羅辛所處的海拔為高於海平面441米（即1447英呎），而該地所採用的時區為UTC-5，即北美东部时区（EST）。同時該地設有夏令時間，為UTC-5調快一小時，即UTC-4（EDT）。